# Campeonato Europeo de persecución por equipos femeninos
El Campeonato de Europa de persecución por equipos femeninos es el campeonato de Europa de Persecución por equipos, en categoría femenina, organizado anualmente por la UEC. Se traen disputando desde el 2010 dentro de los Campeonatos de Europa de ciclismo en pista.

## Palmarés
| Evento | Oro | Plata | Bronce                                                                                       |
| ------ | --- | --- | -------------------------------------------------------------------------------------------- |
| 2010   | Reino Unido Wendy Houvenaghel Katie Colclough Laura Trott                                              | Lituania · Vaida Pikauskaite · Vilija Sereikaitė · Aušrine Trebaitė                                                                     | Alemania · Lisa Brennauer · Verena Jooß · Madeleine Sandig                                   |
| 2011   | Reino Unido Joanna Rowsell Danielle King Laura Trott                                                   | Alemania · Lisa Brennauer · Charlotte Becker · Madeleine Sandig                                                                         | Bielorrusia · Alena Dylko · Aksana Papko · Tatsiana Sharakova                                |
| 2012   | Lituania · Vaida Pikauskaite · Vilija Sereikaitė · Aušrine Trebaitė                                    | Polonia · Eugenia Bujak · Edyta Jasińska · Katarzyna Pawłowska                                                                          | Bielorrusia · Alena Dylko · Aksana Papko · Tatsiana Sharakova                                |
| 2013   | Reino Unido Elinor Barker Danielle King Laura Trott Katie Archibald Joanna Rowsell (q)                 | Polonia · Eugenia Bujak · Edyta Jasińska · Katarzyna Pawłowska · Małgorzata Wojtyra                                                     | Rusia · Aleksandra Chekina · Evgenia Romanyuta · Gulnaz Badykova · Maria Mishina             |
| 2014   | Reino Unido Ciara Horne Katie Archibald Elinor Barker Laura Trott                                      | Rusia · Aleksandra Goncharova · Evgenia Romanyuta · Tamara Balabolina · Irina Molicheva                                                 | Italia · Simona Frapporti · Beatrice Bartelloni · Tatiana Guderzo · Silvia Valsecchi         |
| 2015   | Reino Unido Joanna Rowsell Katie Archibald Elinor Barker Laura Trott Ciara Horne (q)                   | Rusia · Gulnaz Badykova · Aleksandra Chekina · Tamara Balabolina · Maria Savitskaya · Evgenia Romanyuta (q) · Aleksandra Goncharova (q) | Bielorrusia · Katsiaryna Piatrouskaya · Polina Pivavarava · Ina Savenka · Marina Shmayankova |
| 2016   | Italia · Elisa Balsamo · Tatiana Guderzo · Simona Frapporti · Silvia Valsecchi · Francesca Pattaro (q) | Polonia · Justyna Kaczkowska · Katarzyna Pawłowska · Daria Pikulik · Nikol Płosaj · Lucja Pietrzak (q)                                  | Reino Unido Emily Kay Dannielle Khan Manon Lloyd Emily Nelson                                |